# 卡洛斯·阿罗约
卡洛斯·阿尔伯托·阿罗约·百慕大（西班牙語：Carlos Alberto Arroyo Bermudez，1979年7月30日—）為波多黎各男子篮球运动员，场上司职组织后卫。
阿罗约大学就读于佛罗里达大学，2001年毕业后参加当年的NBA选秀，但未被选中。其后NBA多伦多猛龙短暂签下了阿罗约，但在2002年初就放弃了他，于是他转而与西班牙劲旅巴斯克尼亚签约，直到同年3月丹佛掘金为其提供了一份合同。
2002年夏季，犹他爵士传奇后卫约翰·斯托克顿宣布即将退役，为填补阵容中出现的空缺，爵士队签下了阿罗约作为替补后卫。通过观察并学习斯托克顿和另一位老后卫马克·杰克逊，阿罗约逐渐成长为一位优秀后卫。
2003-04NBA赛季开始后，阿罗约成为爵士队先发组织后卫，成为了该赛季爵士队一个惊喜的发现。但是不久，由于和主教练杰里·斯隆发生矛盾，阿罗约在2005年初被送往底特律活塞，并随队打入了当年的NBA总决赛。
2006年2月，阿罗约和達科·米里西奇一道被送往奥兰多魔术，以交换凯文·卡托和一个未来的首轮选秀权。在魔术队，阿罗约成为了贾米尔·尼尔森的主要替补，甚至一度取代状态不佳的尼尔森成为主力后卫。
2008年夏天，成为自由球员的阿罗约被特拉维夫马卡比队的一纸三年750万美元净收入的高薪合同吸引，投身欧洲篮球联赛。
阿罗约是波多黎各国家篮球队的主力组织后卫，并曾率队在2004年夏季奥林匹克运动会上击败美国国家篮球队。